# Isopsera
Isopsera is een geslacht van rechtvleugeligen uit de familie sabelsprinkhanen (Tettigoniidae). De wetenschappelijke naam van dit geslacht is voor het eerst geldig gepubliceerd in 1878 door Karl Brunner-von Wattenwyl.

## Soorten
Het geslacht Isopsera omvat de volgende soorten:
- Isopsera astyla Karny, 1926
- Isopsera bicuspidota Yang & Kang, 1990
- Isopsera brevissima Shiraki, 1930
- Isopsera caligula Ingrisch, 1990
- Isopsera chaseni Karny, 1926
- Isopsera denticulata Ebner, 1939
- Isopsera fissa Karny, 1931
- Isopsera furcocerca Chen & Liu, 1986
- Isopsera guangxiensis Yang & Kang, 1990
- Isopsera nigroantennata Xia & Liu, 1992
- Isopsera obtusa Brunner von Wattenwyl, 1878
- Isopsera palauensis Vickery & Kevan, 1999
- Isopsera pedunculata Brunner von Wattenwyl, 1878
- Isopsera punctulata Brunner von Wattenwyl, 1891
- Isopsera rotundata Karny, 1926
- Isopsera scalaris Rehn, 1909
- Isopsera spinosa Ingrisch, 1990
- Isopsera stylata Brunner von Wattenwyl, 1878
- Isopsera sulcata Bey-Bienko, 1955
- Isopsera tonkinensis Carl, 1914
- Isopsera vaga Brunner von Wattenwyl, 1878
- Isopsera yapensis Vickery & Kevan, 1999